# Can Ros (Aiguaviva)
Can Ros és un edifici del municipi d'Aiguaviva (Gironès) que forma part de l'Inventari del Patrimoni Arquitectònic de Catalunya.

## Descripció
És una casa pairal que s'ha anat ampliant al llarg del temps amb diferents reformes. Porta solar de gran dovelles i finestrals amb detalls decoratius renaixentistes. Parets arrebossades i lleugerament esgrafiades. Interiorment presenta objectes de gran interès que ha deixat la família com: pasteres, escons, llar de foc, llits d'època napoleònica, retaules, etc. La part posterior presenta problemes d'humitat, ja que l'edificació resta semi soterrada. Cal també ressenyar el molí de vent.